# Jantausch Pál
Jantausch Pál (szlovákul: Pavol Jantausch; Verbó, 1870. június 27. – Nagyszombat, 1947. június 29.) püspök, nagyszombati apostoli kormányzó (a mai Pozsonyi főegyházmegye első főpásztora).

## Élete
A Nagyszombati Érseki Katolikus Gimnáziumban, majd Pozsonyban és Esztergomban tanult. 1889-ben Nagyszombatban érettségizett. A bécsi Pázmáneumon doktorált teológiából. 1893-ban szentelték pappá, majd Nagytapolcsányban, Szomolányban, Nyitrabajnán és Pozsony-Virágvölgyben volt káplán. 1899-ben Cserfalun lett plébános, majd 1906-tól Nyitraludányban szolgált.
A Szentszék 1922. május 29-én nevezte ki az új Nagyszombati Apostoli Kormányzóság élére. 1925-ben prienei címzetes püspök lett. Munkájának is köszönhetően, 1929-re sikerült létrehozni Komáromban a Marianum egyházi iskolát. 1930-ban premontrei rendnek kolostort építtetett Verbón és Udvarnokon. 1936-ban a Comenius Egyetem Római Katolikus Teológiai Karának létrehozásában szerzett érdemeket. 1938-ban új püspöki gimnáziumot hozott létre Nagyszombatban.
1948-ban Verbón a premontrei nővérek kolostorában temették újra. Püspöki mottója: Pro veritate cum caritate.
A Nagyszombati Apostoli Kormányzóságban utódja Lazík Ambrus lett.

## Művei
- 1943 Kresťan dnes I. (cikkgyűjtemény a Posolból 1921-1928)
- 1944 Kresťan dnes II.

Főként szlovák nyelvű katolikus lapokban publikált, mint például a Duchovný pastier, Serafínsky svet, Tatranský orol, Trnavská rodina, Kultúra, Posol Božského Srdca.
Lefordította szlovákra Torkos Justus János pőstyéni fürdőkről szóló munkáját (1745).